# 光頭胎

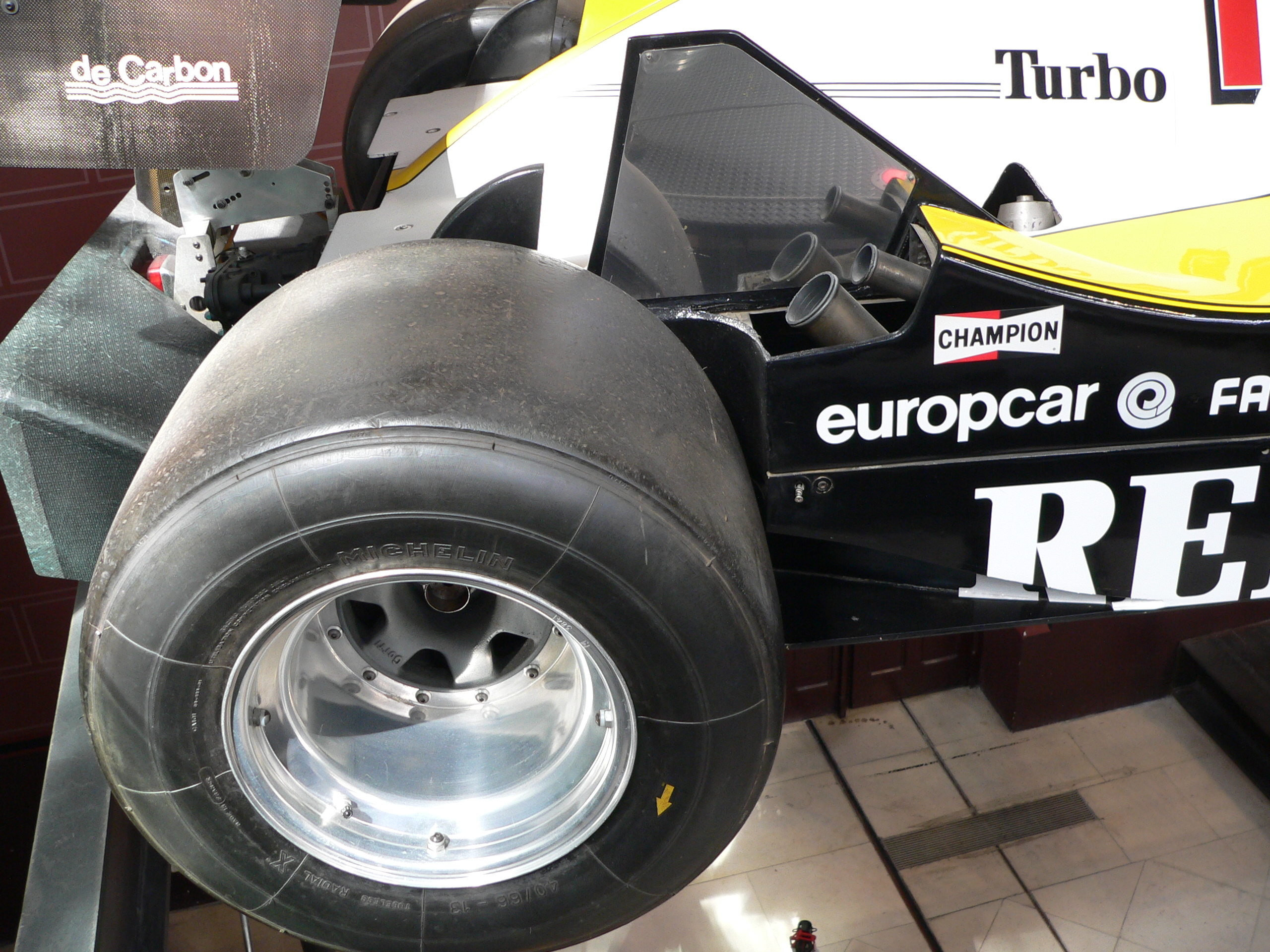
阿兰·普罗斯特1983年時駕駛的賽車上的光頭胎

光頭胎是一种胎面光滑的轮胎，主要用于赛车。此類輪胎胎面上沒有任何凹槽，因而輪胎与道路的接触面積相較於其他輪胎來說要更大。20世纪50年代初，有輪胎公司开发了第一款量产光头胎，目的就是讓賽車能在直线加速赛上發揮的更好。 